# Подвршка река
Подвршка река је десна притока Дунава, са својом дужом саставницом, реком Ваља Маре, дужине је 20,4km и површине слива 60,3km². У НП Ђердап налази се 6,4km и 12,5km² површине слива. 
Настаје спајањем река Ваља Маре (12,1km) и Ваља Мик (5,8km) код насеља Подвршка, на 140 м.н.в., а улива се у Дунав код насеља Милутиновац, на 40 м.н.в. Протиче кроз насеља Подвршка, Речица и Милутиновац. Највећа десна притока је Огашу алу Цигани (1,9km), а леве периодски токови Речица (4,6km) и Ислам (4,9km).